# Helen Windsor
Helen Marina Lucy Taylor (geboren Windsor) (Iver, Buckinghamshire, Engeland, 28 april 1964) is ambassadeur voor het Italiaanse modehuis Armani en de Italiaanse juwelier Bulgari.
Ze is geboren op Coppins, een landhuis in Iver. Lady Helen is de enige dochter van Edward Windsor, hertog van Kent, en Katharine Worsley. Ze heeft twee broers: George en Nicholas.
Ze had de titel Lady Helen Windsor tot haar huwelijk, op 18 juli 1992, met Timothy Taylor, de oudste zoon van commander (overste) Michael Taylor, Royal Navy. Ze trouwden in de St. George's Chapel, Windsor Castle.
Ze heeft nu de titel  Lady Helen Taylor. Helen en Timothy hebben samen vier kinderen:
- Columbus George Donald (6 augustus 1994)
- Cassius Edward (26 december 1996)
- Eloise Olivia Katherine (2 maart 2003)
- Estella Olga Elizabeth (21 december 2004)